# Kavkazskiy plennik (pel·lícula)
Kavkazskiy plennik (en rus: Кавка́зский пле́нник), coneguda amb el títol internacional Prisoner of the Mountains, és una pel·lícula russa del 1996 dirigida per Serguei Bodrov Sr. El film està basat en la història homònima, del clàssic escriptor rus Lev Tolstoi.

## Argument
La pel·lícula il·lustra el conflicte armat entre el poble txetxè i l'exèrcit rus en l'anomenada Primera guerra de Txetxènia. El jove soldat Ivan (Serguei Bodrov Jr.) acaba de ser reclutat per l'exèrcit rus i sense cap mena d'experiència és enviat a la zona en conflicte. Allà, tot just arribar l'espera una letal emboscada els únics supervivents de la qual són ell i Saixa (Oleg Ménxikov), un altre soldat del mateix batalló. Els dos joves són fets presoners i no tenen més remei que passar tota l'estona junts i compartir els moment més íntims, ja que han sigut encadenats juntament. El film es concentra aleshores en descriure la confrontació personal entre els dos joves soldats, que no es coneixen, i la seva relació amb els segrestadors txetxens. Aquests darrers malviuen en humils i precàries condicions en la rocosa i àrida zona de les muntanyes caucàsiques.
La família txetxena que manté reclusos els dos soldats té l'esperança de poder fer un intercanvi de presoners per tal que el seu fill, empresonat alhora per l'exèrcit rus, pugui ser posat també en llibertat. No obstant això, el temps passa i no hi ha avenços en les negociacions. Avorrits, els dos soldats decideixen escapar-se després de desprendre's del benèvol i senzill txetxè que els vigilava, a qui Ivan intenta salvar en el darrer moment sense poder impedir que es precipiti per un penya-segat. Els dos soldats no tenen èxit en la seva fuga i aviat són capturats de nou pels txetxens, que aquest cop no tenen tants miraments i degollen a Sasha en senyal de venjança. A Ivan, qui durant el captiveri havia fraternitzat amb els segrestadors, els txetxens decideixen mantenir-lo per contra viu, tot confiant que l'anhelat intercanvi de presos arribi aviat. Durant el captiveri, Ivan i la filla del segrestador txetxè s'enamoren, però la relació impossible es veu amenaçada quan els russos maten al germà pres de la jove i la vida d'Ivan passa a ser, així, redundant pels txetxens. La jove txetxena allibera a Ivan just abans que el pare, ja assabentat de l'assassinat del seu fill, vingui decidit a executar el soldat. Però malgrat tot, Ivan es nega a fugir en ser conscient dels problemes i complicacions que això comportaria a la jove. El pare pren Ivan per la força i se l'emporta a les muntanyes per executar-lo. Ell, resignat i impotent, espera ja el tret del fusell que posarà fi a la seva vida, però el desolat pare txetxè, fart de l'absurda espiral de violència i morts causades pel conflicte, té un gest compassiu i erra expressament el tret, permetent que Ivan s'escapi.

## Repartiment
- Oleg Ménxikov: Saixa
- Serguei Bodrov Jr.: Ivan (Vània) Jilin
- Djemal Sikharulidze: Abdul-Murat
- Sussanna Mekhralieva: Dina
- Aleksandr Buréiev: Hassan
- Valentina Fedótova: mare d'Ivan
- Aleksei Jarkov: Màslov
- Ievdoquia Vixniakova: infermera

## Premis i nominacions

### Premis
- 1996 - Premis de Cinema Europeu - Millor guió
- 1996 - Festival Internacional de Cinema de Karlovy Vary - Permi del jurat ecumènic
- 1996 - Festival Internacional de Cinema de Karlovy Vary - Globus de Cristall
- 1996 - Premi de la FIPRESCI del 49è Festival Internacional de Cinema de Canes
- Premis Nika: 
  - Millor actor
  - Millor director
  - Millor pel·lícula
  - Millor guió

### Nominacions
- Oscar a la millor pel·lícula de parla no anglesa (Russia)
- Globus d'Or a la millor pel·lícula estrangera (Russia)
- Premis Nika:
  - Millor fotografia
  - Millor edició de so
- Premis Satellite - Millor pel·lícula en llengua estrangera